# Acha
Acha z Deiry (żyła na przełomie VI i VII wieku) – księżniczka Deiry. Acha była córką Elli, pierwszego znanego z imienia władcy Deiry, i siostrą Edwina, który w 616 roku zasiadł na tronie Nortumbrii. W 604 roku została żoną Etelfryda z Bernicji, który poprzez ten związek chciał sobie zapewnić poparcie w społeczeństwie dla swych rządów w Deirze.